# Baschi
Baschi település Olaszországban, Terni megyében. Lakosainak száma 2579 fő (2023. január 1.). Baschi Montecchio, Orvieto és Todi községekkel határos.

## Népesség
A település népességének változása:
| Lakosok száma | 2706 | 2682 | 2579 |
|               | 2017 | 2018 | 2023 |